# براچ ۱۰۶۴۵
سیارک ۱۰۶۴۵ (به انگلیسی: 10645 Brac، نامگذاری:1999ES4) ده هزار و ششصد و چهل و پنجمین سیارک کشف شده‌است که در ۱۴ مارس ۱۹۹۹ کشف شد.
قدر مطلق سیارک برابر ۴۲.۶ است.